# Golf de la Reina Maud
El golf de la Reina Maud (en anglès, Queen Maud Gulf) és un golf que es troba a l'àrtic canadenc, entre la costa continental del nord del Canadà i la costa sud-oriental de l'illa Victòria. Les seves costes i aigües pertanyen al territori autònim de Nunavut.
A les ribes del golf hi viuen molt poques persones, destacant sols la comunitat de Cambridge Bay (en inuit Iqaluktuuttiaq), a l'illa Victòria, a l'inici de l'estret de Dease, centre administratiu de la regió de Kitikmeot.

## Història
El 1839 fou travessat per Peter Warren Dease i Thomas Simpson. El nom li va ser donat el 1905 per l'explorador noruec Roald Amundsen en honor de la reina Maud del Regne Unit, reina de Noruega entre 1905 i 1938.